# Глухов, Аркадий Михайлович
Арка́дий Миха́йлович Глу́хов (24 февраля 1925, Болшево, Московская губерния — 19 марта 2016) — советский дипломат. Чрезвычайный и полномочный посол.

## Биография
Родился в посёлке Болшеве Московской губернии.
Окончил Московский государственный институт международных отношений (1956). Кандидат исторических наук.
- В 1943—1945 годах — участник Великой Отечественной войны. Воевал на Брянском и Украинском фронтах, участвовал во взятии Новоград-Волынского, Перемышля, Сандомира, боях за Сандомирский плацдарм, в форсировании Вислы и Одера, в боях за взятие Берлина и освобождение Праги.
- В 1956—1968 годах — преподаватель в МГИМО, Высшей дипломатической школе, Университете Дружбы народов имени П. Лумумбы.
- В 1968—1973 годах — советник Посольства СССР в Танзании.
- В 1973—1974 годах — заведующий сектором III Африканского отдела МИД СССР, заместитель заведующего учебной частью Института общественных наук при ЦК КПСС.
- В 1974—1975 годах — советник-посланник Посольства СССР в Сомали.
- В 1975 году — руководитель советской дипломатической миссии при переходном правительстве Мозамбика.
- В 1975—1982 годах — советник-посланник Посольства СССР в Мозамбике.
- В 1982—1983 годах — эксперт в III Африканском отделе МИД СССР.
- С 10 октября 1983 по 25 мая 1987 года — чрезвычайный и полномочный посол СССР в Боливии.
- С 18 марта 1987 по 13 сентября 1990 года — чрезвычайный и полномочный посол СССР в Зимбабве.

С 1990 года — на пенсии.

## Награды и почётные звания
- Орден Отечественной войны I степени (1985);
- Орден Отечественной войны II степени (8 октября 1944);
- Орден Красной Звезды (30 июня 1944, 7 июня 1945);
- Орден Дружбы народов;
- Орден «Знак Почёта»;
- Медаль «За победу над Германией в Великой Отечественной войне 1941—1945 гг.» (1945);
- Медаль «За взятие Берлина»;
- Медаль «За освобождение Праги»;
- Почётный работник Министерства иностранных дел Российской Федерации (2015).